# Fiskars Tornursbyggnaden
Fiskars Tornursbyggnaden (finska: Fiskarsin tornikellorakennus) är en sevärdhet i Fiskars bruksmiljö i Finland. Tornbyggnaden i rödtegel byggdes år 1826 och ursprungligen var den en skola. På 1830-talet höjdes byggnaden och en stallflygel byggdes ut. Samtidigt uppfördes ett klocktorn i trä. Klockan som bär numret 9 har sedan 1842 angett tiden för Fiskars bruks invånare.
Arkitekterna C.L. Engel, A. Peel och A. F. Granstedt har alla bidragit till utformningen av byggnaden. I dag inrymmer den bostäder, butiker och utställningslokaler. Byggnaden hör till Fiskars bruksområde som är skyddat av Museiverket.